# Ihavandippolhu
Ihavandippolhu est un atoll des Maldives. Ses habitants se répartissent sur 7 des 27 îles qui le composent. Les terres émergées représentent 5,7 km2 sur les 289,81 km2 de superficie totale de l'atoll, lagon inclus.